# Hanfblättriger Eibisch
Der Hanfblättrige Eibisch (Althaea cannabina), auch Hanf-Stockmalve genannt, ist eine Pflanzenart aus der Gattung der Eibisch (Althaea) in der Unterfamilie der Malvoideae innerhalb der Familie der Malvengewächse (Malvaceae).

## Beschreibung

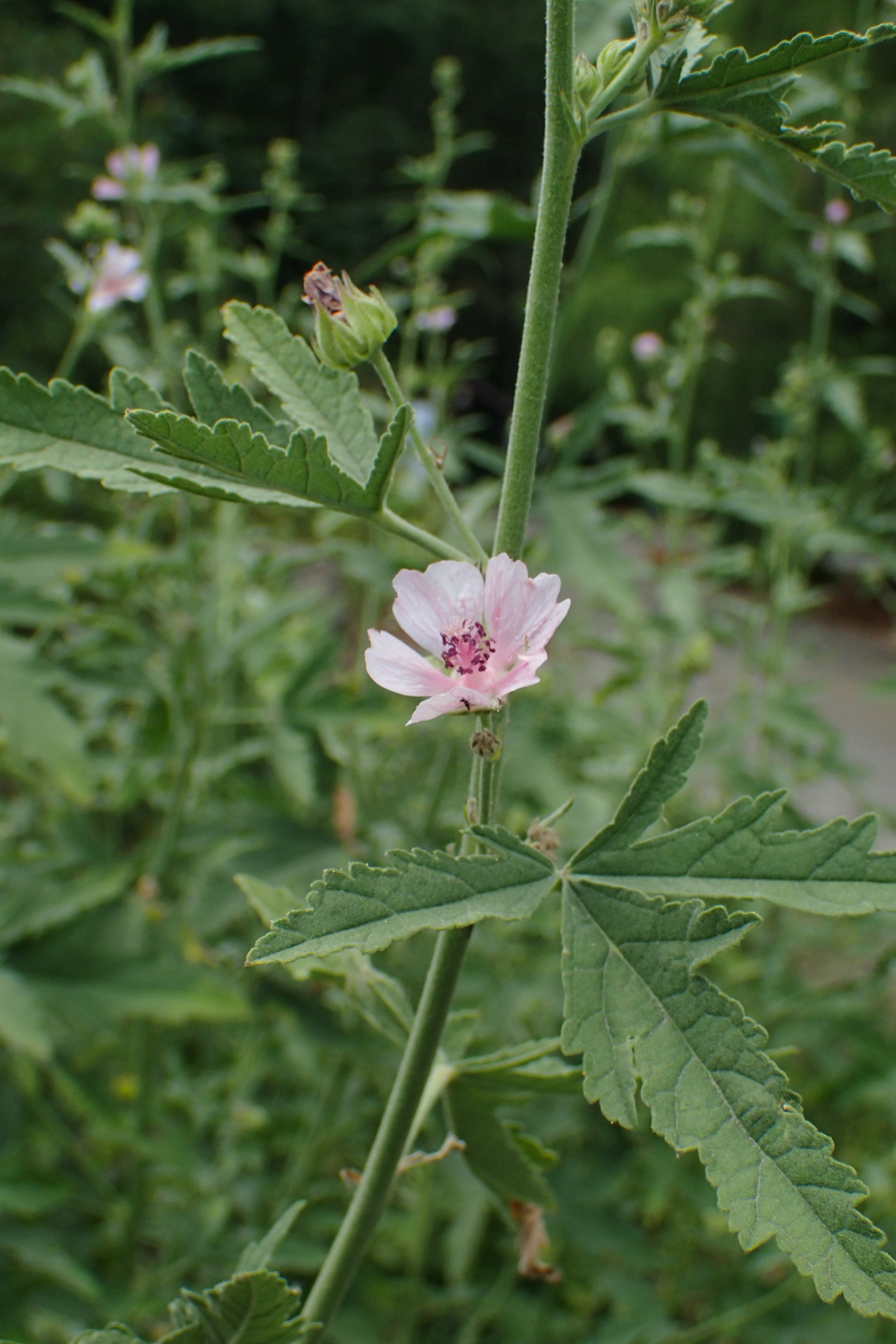
Hanfblättriger Eibisch (Althaea cannabina)

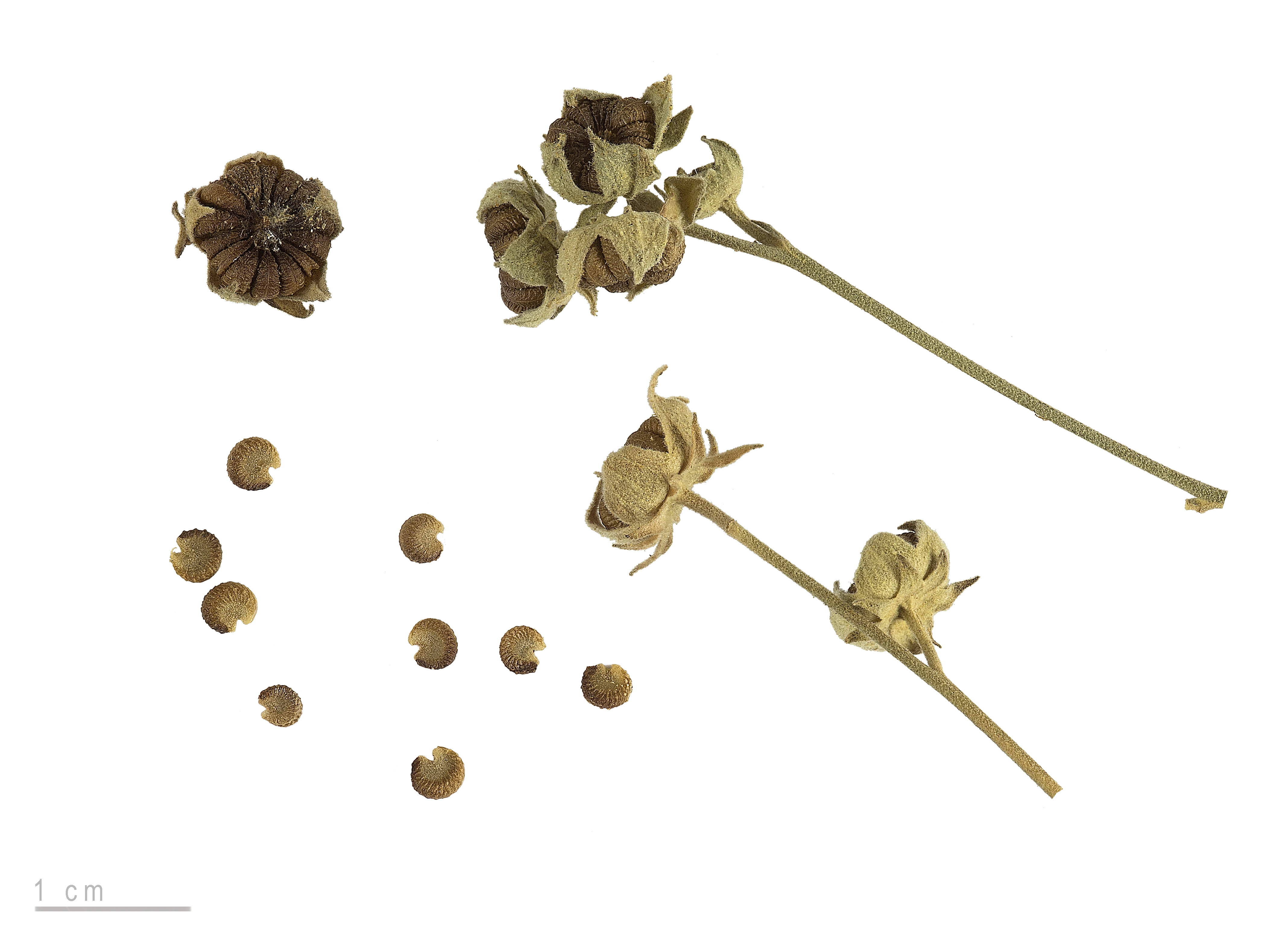
Frucht und Teilfrüchte

### Vegetative Merkmale
Der Hanfblättrige Eibisch ist eine ausdauernde krautige Pflanze, die Wuchshöhen von 50 bis 180 Zentimetern erreicht. Der aufrechte, schlanke Stängel ist locker mit Sternhaaren behaart.
Die wechselständig am Stängel angeordneten Laubblätter sind in Blattstiel und -spreite gegliedert. Die Blattstiele sind relativ langer oder kurz. Die einfachen Blattspreiten sind hanfblattähnlich und oft bis zum Grund handförmig zerschnitten oder geteilt mit drei bis fünf Blattabschnitten. Die Blattabschnitte sind eiförmig bis -lanzettlich oder verkehrt-eiförmig bis -eilanzettlich und stumpf gesägt bis grob gezähnt oder gelappt bis gespalten. Es sind kleine Nebenblätter vorhanden.

### Generative Merkmale
Die relativ läng oder kurz gestielt Blüten sind end- oder achselständig, einzeln oder in kleinen traubigen Gruppen, manchmal auch in rispigen Blütenständen angeordnet.
Die zwittrigen Blüten sind radiärsymmetrisch und fünfzählig mit doppelter Blütenhülle. Die fünf rosafarbenen Kronblätter sind verkehrt-eiförmig oder breit-keilförmig, kurz genagelt und 15 bis 30 Millimeter lang. Die vielen Staubblätter sind in einer Columna verwachsen und die Staubbeutel sind violett-purpurfarben. Neben den fünf eiförmigen, zugespitzten oder bespitzten Kelchblättern ist noch ein einreihiger Außenkelch von sechs bis neun kleineren, schmal-eiförmigen und am Grunde verbundenen Außenkelchblättern vorhanden. Der vielkammerige Fruchtknoten ist oberständig mit einem oben geteilten Griffel.
Die Blütezeit reicht von Juni bis September. Die scheibenförmigen Spaltfrüchte, mit beständigem Kelch und Außenkelch, sind kahl, mit einsamigen und nicht öffnenden, 2,5 bis 3,5 Millimeter großen, texturierten, querrunzligen sowie nierenförmigen Teilfrüchte.
Die Chromosomenzahl beträgt 2n = 84.

## Vorkommen
Der Hanfblättrige Eibisch kommt in Algerien, in Südeuropa, in Ungarn, der Slowakei, der Ukraine und der Republik Moldau, in Westasien, im Kaukasusraum und in Zentralasien vor.
Der Hanfblättrige Eibisch wächst an feuchten Standorten und in Gräben.

## Taxonomie
Die Erstveröffentlichung von Althaea cannabina erfolgte 1753 durch Carl von Linné in Species Plantarum, Tomus II, S. 686. Synonyme für Althaea cannabina L. sind: Althaea narbonensis Pourr. ex Cav., Althaea kotschyi Boiss.. Althaea cannabina subsp. narbonensis (Cav.) Nyman.

## Nutzung
Aus dem 19. Jahrhundert liegen Berichte von Versuchen zur Verwendung als Faserpflanze vor, aus der Papiere, Werg und Seile hergestellt wurden. Bauern des Minervois haben daraus eine Leinwand „fast so fein wie aus Hanf“ hergestellt.